# Camila Chaín
Camila Chaín Londoño (Barranquilla, 1979) es una periodista, locutora, presentadora y escritora colombiana. Conocida por su trabajo con medios como W Radio, Los 40, Caracol Televisión y Todelar, Chaín «se ha convertido en un referente en la defensa de la igualdad y los derechos de la comunidad LGBT».

## Biografía

### Carrera en el periodismo
Chaín nació en Barranquilla en 1979. Egresada en comunicación social de la Universidad Autónoma del Caribe, inició su carrera como locutora en el año 2000 en la emisora La Vallenata, perteneciente a Caracol Radio. A mediados de la década de 2000 se convirtió en directora de la emisora Los 40 Principales en Barraquilla, cargo que desempeñó hasta 2007. Ese año pasó a dirigir la emisora Oxígeno en Bogotá y condujo el programa Amanecer W en la emisora W Radio.
Ligada a dicha estación radial, entre 2008 y 2015 se desempeñó como directora y conductora del programa Mujeres W y participó en cubrimientos de eventos importantes como el Mundial de Sudáfrica de 2010 y los Juegos Olímpicos de Londres 2012. En 2015 se vinculó profesionalmente con Todelar Radio como directora y programadora en la emisora La 92 y como directora y conductora del espacio El sonido de la ciudad.
En 2017 retornó a Los 40 para integrar la mesa de trabajo del programa matutino El Morning de Los 40. Un año después se vinculó con el canal regional Telecaribe como presentadora y directora del show Full Musik. Tras desempeñarse como directora de comunicaciones de la compañía EM2 en México, en 2021 ejerció como conductora del espacio de humor y música Kallejiando de Caracol Televisión.

### Otros proyectos
En 2018 presentó su primer libro en la Feria Internacional del Libro de Bogotá, titulado El amor es de todos los colores. Dos años después empezó a presentar un pódcast con el mismo título, en el que presentaba anécdotas de personas sexualmente diversas. En 2023 presentó su nuevo libro, titulado Mi familia arcoíris.
Actualmente usar sus redes sociales para transmitir mensajes de unidad. De acuerdo con la revista Semana, Chaín «es un referente en la defensa de la igualdad y los derechos de la comunidad LGBT». Sin embargo, ella no se considera una activista: «Creo que el activismo real lo hacen las personas expertas en el tema [...] Yo no me declaro activista por la comunidad. Yo soy una persona diversa, una ciudadana que también vive todas estas cuestiones y poner en práctica lo que las leyes dicen. Yo me casé por lo civil gracias a todos estos activistas que tienen información sobre este tema».
También se dedica a la fotografía y ha participado en diferentes exposiciones.

## Plano personal
Chaín es lesbiana y en diciembre de 2017 contrajo matrimonio con la médica veterinaria Kelly Barrios. Tras enfrentar múltiples obstáculos para concebir, debió recurrir a un tratamiento hormonal y a una terapia neural para lograr un embarazo gracias al esperma de un donante anónimo y a los óvulos de su esposa. Finalmente dio a luz a su hijo Tobías en abril de 2023. En 2024, la pareja viajó a Aruba para renovar sus votos.
Durante una entrevista afirmó que a los 19 años decidió contarle a su madre acerca de su orientación sexual y recibió el apoyo que necesitaba. Declaró públicamente su orientación durante un programa en vivo de W Radio, mientras se discutía el contenido de la canción «Las Bragas» de Verónica Orozco. A mediados de la década de 2010 tuvo una relación sentimental con la modelo y celebridad Cindy Paola Martínez.
Actualmente reside en la ciudad de Bogotá.